# Anteros acheus
Anteros acheus är en fjärilsart som beskrevs av Stoll 1782. Anteros acheus ingår i släktet Anteros och familjen Riodinidae. Inga underarter finns listade i Catalogue of Life.

## Bildgalleri

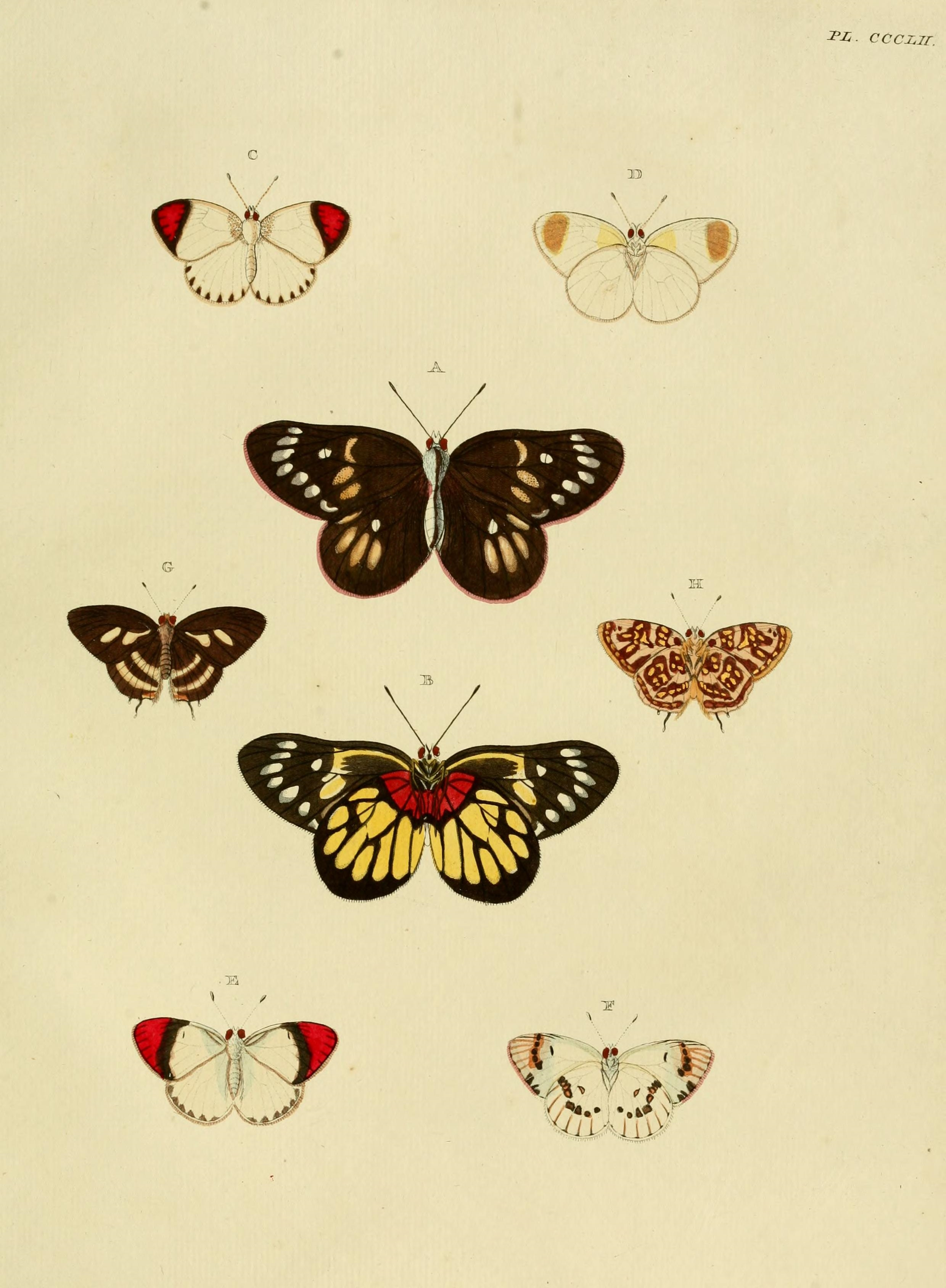